# Prichard (Alabama)
 Prichard, Alabama és una població dels Estats Units a l'estat d'Alabama. Segons el cens del 2005 tenia 27.963 habitants.

## Demografia
Segons el cens del 2000, Prichard tenia 28.633 habitants, 9.841 habitatges, i 7.272 famílies La densitat de població era de 435,4 habitants/km².
Dels 9.841 habitatges en un 36,3% hi vivien nens de menys de 18 anys, en un 32,8% hi vivien parelles casades, en un 36% dones solteres, i en un 26,1% no eren unitats familiars. En el 23,4% dels habitatges hi vivien persones soles el 9% de les quals corresponia a persones de 65 anys o més que vivien soles. El nombre mitjà de persones vivint en cada habitatge era de 2,84 i el nombre mitjà de persones que vivien en cada família era de 3,35.
Per edats la població es repartia de la següent manera: un 31,4% tenia menys de 18 anys, un 11,4% entre 18 i 24, un 24,6% entre 25 i 44, un 21% de 45 a 60 i un 11,5% 65 anys o més.
L'edat mediana era de 32 anys. Per cada 100 dones hi havia 84,1 homes. Per cada 100 dones de 18 o més anys hi havia 76,8 homes.
La renda mediana per habitatge era de 19.544 $ i la renda mediana per família de 23.519 $. Els homes tenien una renda mediana de 26.543 $ mentre que les dones 17.040 $. La renda per capita de la població era de 10.626 $. Aproximadament el 31,8% de les famílies i el 35,5% de la població estaven per davall del llindar de pobresa.

## Poblacions més properes
El següent diagrama mostra les poblacions més properes.